# نادی‌کاراچونی
نادْیْ‌کاراچونی (به مجاری:  Nagykarácsony) یک شهرداری در مجارستان است که در ناحیه دونااوی‌واروش واقع شده‌است. نادی‌کاراچونی ۳۰٫۴۶ کیلومتر مربع مساحت و ۱٬۵۲۰ نفر جمعیت دارد.